# Alpha Wann
Pour les articles homonymes, voir Wann.
Alpha Wann, né le 2 juillet 1989 dans le 14e arrondissement de Paris, est un rappeur (auteur-interprète) français. Il est membre de l'ancien groupe 1995 et du collectif L'Entourage.
Membre fondateur du groupe 1995, Alpha Wann en est un des piliers avec Nekfeu. Après s'être lancé dans une carrière en solo, il sort trois EP successifs, la trilogie Alph Lauren. Le 21 septembre 2018, il publie son premier album, Une main lave l'autre, suivi par la Don Dada Mixtape Vol. 1 en décembre 2020. Apparaissant notamment dans de nombreux freestyles Grünt, il est réputé pour son talent pour l'exercice.

## Biographie

### Origines et enfance
Né de parents d'origine guinéenne, Alpha Wann passe les dix premières années de sa vie à Fontenay-aux-Roses, au sud de Paris. Il emménage ensuite dans le 14e arrondissement de Paris dans le quartier de Pernety. Il s'imprègne de  la culture hip-hop dès son plus jeune âge, faisant partie de la génération MTV,.
Il est scolarisé au lycée Paul Bert, dans le 14e arrondissement de Paris.

### Prémices avec 1995
Alpha Wann s'illustre d'abord au sein du groupe 1995 dont il est le fondateur avec Areno Jaz. Le groupe accueille par la suite Nekfeu ou encore Sneazzy. En juin 2011, ils sortent l'EP La Source, qui connait un certain succès sur internet. La même année, Alpha Wann collabore avec Nekfeu sur En sous-marin, une net-tape de neuf titres dont est issu le titre Monsieur Sable. En 2012, il est présent sur le deuxième EP d'1995 La suite, puis sur leur premier album Paris Sud Minute. En septembre de cette même année, il sort un maxi en collaboration avec Kyo Itachi, Mon Job.

### Lancement en solo et premiers EP
En 2013, Alpha Wann crée son propre label, Don Dada Records, avec l'appui d'Hologram Lo' et Marguerite du Bled. Il se lance dans une carrière en solo avec la sortie de son premier EP, Alph Lauren le 20 janvier 2014 . S'ensuivent 2 EP qui complètent cette série : Alph Lauren 2 le 15 janvier 2016 et Alph Lauren 3 le 6 avril 2018,. La sortie du troisième opus de la trilogie s'accompagne de deux clips, Louvre et Turban, et le rappeur en profite pour annoncer la sortie de son premier album en automne.
Dans la même période, il est présent en collaboration sur de nombreux titres d'autres rappeurs. Il apparait notamment sur les deux premiers albums de Nekfeu,.
En parallèle de la musique, depuis 2015 et toujours avec son acolyte Hologram’ Lo, il produit du textile sous la marque Don Dada Athletics.

### Une main lave l'autreet succès critique (2018-2019)
Le 19 juillet 2018, Alpha Wann sort le clip de Stupéfiant et noir, premier extrait de l'album Une main lave l'autre qui sort 2 mois plus tard le 21 septembre 2018,,. Le freestyle clippé Pistolet rose sort la veille de la parution du disque. Aussi stylisé UMLA, l'album est bien reçu par la critique et se classe dixième dans les charts français. Plus de 600 jours après sa sortie, l'album est certifié disque d'or en juin 2020, puis disque de platine le 28 juillet 2022. 
En janvier 2019, Alpha Wann annonce sur ses réseaux sociaux que le groupe 1995 ne sortira plus de projets.
Il apparaît sur l’album Les Étoiles vagabondes de Nekfeu sorti le 6 juin 2019, sur le titre Compte les hommes.
Le 26 septembre 2019, il participe au Colors Show où il interprète le titre inédit Pistolet rose 2, et sort le même jour l'EP 3 titres PPP qui contient les deux "Pistolet rose" ainsi que le freestyle Playoffs sorti en 2015,.

### Don Dada Mixtape(2020 -)
Le 18 décembre 2020 sort la Don Dada Mixtape Vol. 1 sur le label éponyme, avec les participations de Nekfeu, Kaaris, Freeze Corleone, Deen Burbigo, Infinit', ou encore 3010. Les productions sont assurées par divers beatmakers comme Jayjay, Lama on the Beat ou encore Hologram Lo'. La mixtape connaît un franc succès avec 24 291 ventes en première semaine, soit près de 4 fois plus que son premier album. La mixtape est certifiée disque d'or en février 2021 puis disque de platine en février 2022, un peu avant le platine d'UMLA.
En 2021 et 2022, il est présent sur les projets de nombreux rappeurs français. Il apparaît sur l'album Ce bon vieux Veuveu de Veust sur le son Première classe (en référence à la compilation de rap Première classe), ainsi que sur plusieurs autres morceaux comme PSP avec Ratu$, Blazpit, et Veust, ou encore 50 euros de Niro et Formule 1 de Stavo.
En février 2023, Alpha Wann laisse entendre dans un tweet qu'il pourrait sortir un nouvel album avant la fin de l'année « si tout s'aligne ». Ce ne sera pas le cas.

## Discographie

### Album studio
- 2018 : Une main lave l'autre

### Mixtape
- 2020 : Don Dada Mixtape Vol. 1

### Collaborations

#### EPs
- 2011 : En sous-marin (avec Nekfeu)
- 2012 : Mon Job (avec Kyo Itachi)[28]

#### Collaborations
- 2009 : Le carré des bermudes, Les 37 fantastiques - XXperience - Lyricalchimie & autres
- 2010 : Fais péter la funk - Congé Récession - Wacko, L'étrange, Nekfeu
- 2010 : 15 fanatiques, Même signatures - Même signature - S-Crew & autres
- 2010 : Big Emceeing Freestyle - La face cachée - Eff Gee & Melo Mendes & autres
- 2010 : Conjug&son - Le fou du roi - Skyle, Nekfeu
- 2011 : Dans ta Réssoi - Nekfeu
- 2011 : 50H - Barbes Clan, Guizmo, Abis
- 2011 : 3095 - Premium, vol. 1 - 3010, DJ Battle
- 2011 : Jeune Freestyle - Setautomne - Set&Match, Ateyaba
- 2011 : Sales babtous d’négros - Normal - Guizmo, Nekfeu
- 2011 : Back in the Days - Normal - Guizmo
- 2011 : Question de Cran, Fidèles au poste, La science des astres - Petits meurtres entre amis - Walter
- 2011 : Acte de psychiatrie - Paix amour et acte de barbarie - Gaïden
- 2011 : Remixguel - Seleção - Zekwé Ramos & autres
- 2011 : Corde raide - Ailes brûlées - Futur Proche, Pand'or, Sëar Lui Même, Nekfeu, Cyanure, AXIS
- 2012 : Ma iv' - Inception - Deen Burbigo, Nekfeu, Jazzy Bazz
- 2012 : Prends de l'avance - 3.0 (Volume 2) - Monsieur Nov
- 2012 : L'heure de l'orage - Keskon Eff - Eff Gee, Nekfeu
- 2012 : Où on vit - We Made It - Dixon, Zekwé Ramos, Nakk, Deen Burbigo, Ateyaba
- 2012 : Mes le volume - Katana
- 2012 : Wake Up - Ailleurs - Nemir
- 2012 : Perfect Match - Sur La Route Du 3.14 - Jazzy Bazz, L’Étrange, Nekfeu
- 2012 : La galette - Apex - Veerus
- 2012 : Street Freestyle - Guizmo
- 2012 : Peu me suffirait - Sofa Musique - DjunZ, Nekfeu
- 2012 : Ta dose - Les 7 boules de freestyle - Sango, Nekfeu, Deen Burbigo, Guizmo
- 2012 : À force de vivre mal - Tadefouraille volume 2 - Nekfeu
- 2012 : Coup de crayon - Nekfeu, Népal, Reeko
- 2012 : Gagne pain - Lucide - Disiz, Areno Jaz
- 2012 : Fait maison - 22h-06h - Lomepal&Walter, Caballero, Mothas, Georgio
- 2012 : Respecte ça - Soyez sympas téléchargez Vol.2 - Artik
- 2012 : Ça vient d'une autre planète - Spliff Tape Vol.2 - Ockney, Nekfeu
- 2013 : Les Notes de Frais - Les Notes de Frais - Wacko
- 2013 : Sex, Drug & Rock'n'roll - Soleil d’hiver - Georgio,  Hologram Lo’, Vald, Lomepal
- 2013 : Qu'est-ce que tu nous proposes ?, Inner démons - Laisse nous faire Vol. 1 - Caballero
- 2013 : JCVD - Alter Ego - Ockney & Chilea's
- 2013 : L'hydre à 9 têtes - New York Times - Rabakar & autres
- 2013 : La fête est finie - La folie des glandeurs - 2Fingz & autres
- 2013 : Cigarette de joie - Ma Vie Est Un Film - Infinit'
- 2013 : Shake it - Hip-Hop Momo - Yoshi, Nekfeu
- 2013 : Les notes de frais - Les notes de frais - Wacko
- 2013 : Fini d'hiberner - Variations - 5 majeur
- 2013 : Qui dit mieux ? - The Franglish: Prototype - Franglish, Pink Tee, Skreally Boy
- 2014 : Disjoncté - Seine Zoo - S-Crew
- 2014 : Crack - Minuit - Veerus, Espiiem
- 2014 : Rien ne change -  L’Orgasmixtape - Alkpote, Nekfeu
- 2014 : Rov Or Benz - Deeplodocus - Hologram' Lo, Prince Waly
- 2014 : Flingue & Feu - Nekfeu
- 2014 : Big Boss - Fils de pute - Gros Mo
- 2014 : Metropolis - Fin d'après-minuit - Deen Burbigo, Eff Gee
- 2014 : 15 Flows - Juvénile - Sango & autres
- 2014 : Histoire 2 (Remix) - Seleção 2.0 - Zekwé Ramos & autres
- 2014 : Poudrière - Volume 1.5 - Ol'Kameez, Nekfeu
- 2015 : Golf - Varaignée, Pt. 2 - Makala
- 2015 : Point d'interrogation - Feu - Nekfeu
- 2015 : Le sac est plein, Christian Estrosi (Remix)  - Plusss - Infinit'
- 2015 : 10x10x10 - Le jour Gee - Eff Gee
- 2015 : Chienne de vie - Majesté - Lomepal
- 2015 : Déjaunérescence - Trop jaune pour mourir - Melox, Nekfeu, Doums, DF Sounds, Oris
- 2016 : Vinyle - Cyborg - Nekfeu
- 2016 : Ouais mec - Remix - Dieu bénisse Supersound - Sneazzy, Nekfeu
- 2017 : Jeunes retraités - Pilote - Doums
- 2017 : Parle pas trop - Dieu bénisse Supersound, Saison 3 - Sneazzy, Caballero, Doums
- 2018 : Vivre bien - Ma version des faits - Infinit'
- 2018 : Insomnie - Nuit - Jazzy Bazz, Esso luxueux
- 2018 : Knight Rider - No Name 2.0 - Joe Lucazz
- 2019 : Jolie demoiselle 2.0 - 500 Key - Key Largo
- 2019 : Sur ma vie - Nemir - Nemir
- 2019 : Compte les hommes - Les étoiles vagabondes : expansion - Nekfeu
- 2019 : Plan - BO Y Z - Prince Waly
- 2020 : Détail - Attaque II - Roshi
- 2020 : Immunité Diplomatique - Cercle Vertueux - Deen Burbigo
- 2020 : CDN Freestyle - K.S.A
- 2020 : 113 Freestyle - Infinit'
- 2020 : Rap catéchisme - LMF - Freeze Corleone
- 2020 : T'as capté - État d'esprit - Sneazzy, S.Pri Noir
- 2020 : Cigarette 2 haine - Ma vie est un film II - Infinit'
- 2020 : UMLA Tour - Ma Vie Est Un Film II - Infinit', KSA
- 2020 : Étincelles - Nouvo Mode - Sneazzy, Nekfeu, S.Pri Noir
- 2020 : Vamonos - Trinity - Laylow
- 2021 : Don Zoozoo - ZerZer Vol.1 - 2zer
- 2021 : Réunion - Tout Travaille Mérite Salaire - Ratu$, K.S.A, Infinit'
- 2021 : Stuntmen - L'Étrange Histoire de Mr. Anderson - Laylow, Wit.
- 2021 : Clean Sheet - Sirius A - 88KVLY
- 2021 : Devil May Cry - Carnaval de Finesse 2 : Les Chroniques d’un Jeune Entrepreneur - Rowjay
- 2021 : 20.000 - Offshore - Edge
- 2021 : 4 Chemins, Le Film - Alley Oop - Veust
- 2022 : Bitcoin - REPLICA - Hologram Lo’ & Huntrill
- 2022 : Panorama - Memoria - Jazzy Bazz
- 2022 : Phoenix - Propaganda - Norsacce Berlusconi
- 2022 : Mannequin - Monaco - K.S.A & Selman Faris
- 2022 : Double Dose - Paris Sud - KR Malsain
- 2022 : Rotation - Wesh Enfoiré - Lesram
- 2022 : 99 en peuf - Solide - Kyo Itachi
- 2022 : Première classe - Ce bon vieux Veuveu - Veust
- 2022 : DonZoo - SZR 2001 - S-Crew
- 2022 : CAC 40 - Saboteur Mixtape Vol. 1 - Ratu$, Veust
- 2022 : Formule 1 - TVX - Stavo
- 2023 : Ingé Son - Stratos - Kekra, La Fève
- 2023 : 50 euros - Taulier - Niro
- 2023 : CDG - Oh My God Vol.1 - Richie Beats
- 2023 : Psp - Aprèsminuit - Blaz Pit, Veust, Ratu$
- 2024 : Mc Gregor - 888 - Infinit', Rim'K
- 2024 : Trap House - Rim'K
- 2024 : Bolo Yeung - Tsar Noir - Osirus Jack
- 2024 : Isuzu - E-Trap - TH
- 2024 : XX FILES - JUNGLE DES ILLUSIONS VOL.2 - Jungle Jack
- 2025 : INTÉRIEUR CUIR - Mr LE FAIRE - Infinit'
- 2025 : SOLO AU RESTAURANT PT.2 - CREAMLAND - Jungle Jack

## Concerts
- 2019 : Olympia[29]